# 梅梅尔工人党
梅梅尔工人党（德語：Memelländische Arbeiterpartei）是1920年代存在于克萊佩達地區（又称梅梅尔领地）的一个共产主义政党。该党成立于1925年。该党的主席是赫尔曼·斯巴鲁（Hermann Suhrau）和阿道夫·莫尼（Adolf Monien）。该党受到立陶宛共产党的影响。